# Memmo di Filippuccio

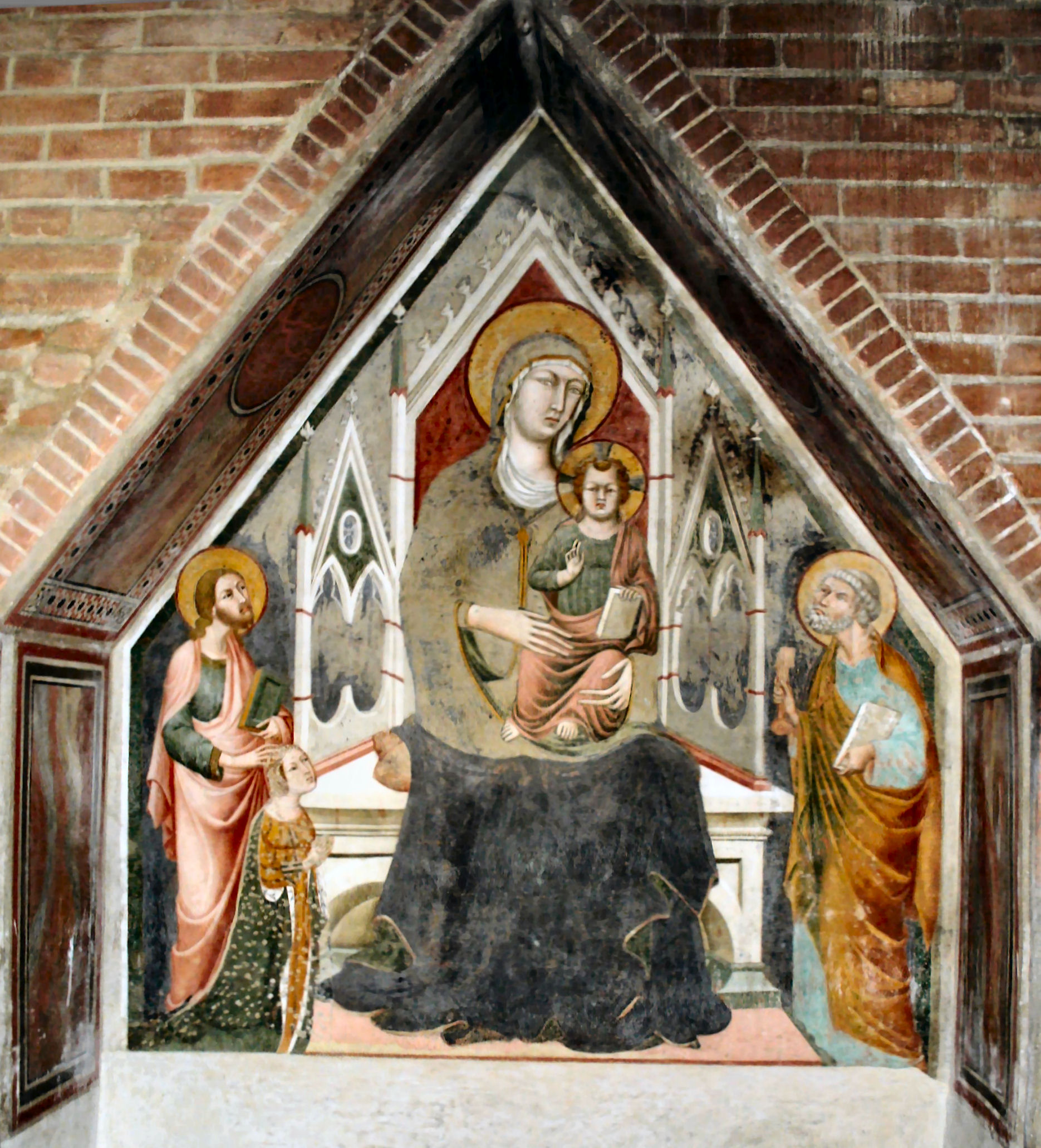
Affresco di Memmo a Certaldo

Memmo di Filippuccio (Siena, 1250 circa – San Gimignano, 1325 circa) è stato un pittore italiano, esponente della scuola senese di fine Duecento e inizi Trecento.

## La vita e le opere
Pittore di origine senese, Memmo di Filippuccio ebbe una fiorente bottega a San Gimignano. Si formò probabilmente con Duccio di Boninsegna e fu presente nel cantiere pittorico di Assisi: in seguito a questa esperienza, il suo stile subì importanti influenze giottesche.
La sua attività ad affresco a San Gimignano, documentata nel 1305 nella Collegiata (lunetta del portale in controfacciata), è stata riconosciuta anche nella chiesa di San Pietro (Annunciazione, Madonna in trono e due santi, Adorazione dei magi), in quella di San Jacopo (Madonna col Bambino e i santi Giacomo e Giovanni Evangelista) e nella Torre del Palazzo Pubblico, dove realizzò un ciclo a tema profano. Nella chiesa dei Santi Jacopo e Filippo di Certaldo dipinse in una nicchia una Madonna con Bambino e i santi Jacopo e Pietro.
Tra le opere su tavola, gli sono attribuiti un dossale (Museo civico di San Gimignano, proveniente dalla chiesa di Santa Chiara), una Madonna col Bambino (Museo di San Matteo a Pisa) e il polittico Madonna e santi (Oristano, Vescovado). Nella sacrestia del convento di San Lucchese (Poggibonsi) si conserva una credenza che contiene 17 figure di Santi attribuite a Memmo. 
Gli è stata riconosciuta anche un'attività di miniatore: sarebbero suoi taluni dei codici conservati a Siena (Biblioteca Comunale e Museo dell'Opera del Duomo), Venezia (Fondazione Cini) e Pisa (Museo di San Matteo).
Nella sua bottega si formarono anche i suoi due figli, i pittori Lippo e Tederigo Memmi; inoltre una sua figlia andò sposa a Simone Martini.